# Karl Isbert
Karl Isbert (* 7. Mai 1864 in Berlin; † 13. April 1946 in Stuttgart-Degerloch) war ein preußischer Offizier im Ersten Weltkrieg, der bei seinem Abschied den Titel Generalmajor trug.

## Leben
Er war der Sohn des herzoglich-nassauischen Amtmanns Jakob Isbert (1808–1881) und Margarethe Tour (1819–1901) und  hatte 7 Geschwister. Karl Isbert heiratete 1895 Hedwig. Zusammen mit ihr hatte er zwei gemeinsame Söhne.
Isbert besuchte von 1871 bis 1884 die Volksschule. Er war von 1884 bis 1889 an einer Soldaten- und Militärschule in Berlin. Von 1889 bis 1894 machte er eine Ausbildung zum Berufssoldaten. 1895 bis 1907 war er zunächst Anführer einer Truppe und wurde ab 1907, durch eine Prüfung zum Offizier.
Zu Beginn des Ersten Weltkriegs war er vom 3. August 1914 bis 11. Juli 1916 Kommandeur des in St. Avold stationierten 3. Lothringisches Feldartillerie-Regiments Nr. 69 im Rang eines Obersts.
Am 15. November 1919 wurde Oberst Isbert, bisheriger Abteilungschef bei der Artillerieprüfungskommission der Abschied mit der gesetzlichen Pension und dem Charakter als Generalmajor gewährt.
Im Jahr 1944 zog er nach Stuttgart. Er wurde auf dem Waldfriedhof Stuttgart beerdigt.